# Montaña de Erapuca
La Montaña de Erapuca o pico "Erapuca" es el punto más alto de la "Sierra de Merendón" de la geografía de Honduras. El pico "Erapuca" tiene una altitud de 2,690 metros sobre el nivel del mar. La Sierra del Merendón, a la cual pertenece dicho pico, se encuentra en el sur del departamento de Copán, entre el municipio de La Unión Copan, el Valle de Cucuyagua y Valle de Sensenti, y que sirve de límite fronterizo con el departamento de Ocotepeque.